# Trung Sơn Văn công
Trung Sơn Văn công (chữ Hán: 中山文公, trị vì: ? - 415 TCN) hay Tiên Ngu Văn Quân, là vị quân chủ đầu tiên của nước Trung Sơn thời Chiến Quốc trong lịch sử Trung Quốc. Không rõ tên thật ông là gì nhưng các sử liệu có chép lại rằng ông vốn là thủ lĩnh của bộ Tiên Ngu (鮮虞) thuộc dòng Bạch Địch (白狄).

## Tổ tiên
Theo nhiều thư tịch cổ ghi chép thì bộ Tiên Ngu ngày trước vốn là một giống dân ngoại tộc mà cổ sử Trung Quốc gọi là "man di" ở phía bắc của cương thổ vương triều nhà Chu - ngày nay thuộc khu vực phía bắc tỉnh Hà Bắc - vùng Thái Hành Sơn. Thiên tử nhà Chu gọi miệt thị các dân tộc thiểu số ở ngoài biên giới theo các phương hướng là: Đông Di, Tây Nhung, Nam Man, Bắc Địch.
Tổ tiên của Trung Sơn Văn Công vốn  là Miên Thần, thủ lĩnh của bộ lạc Hữu Dịch, sau khi Miên Thần bị Thượng Giáp Vi đánh bại thì hậu duệ chạy lên phương Bắc mà đổi tên thành Tiên Ngu.

## Lập nước và trị nước
Từ khi nên nắm quyền lãnh đạo bộ Tiên Ngu thì Trung Sơn Văn công rất chú trọng tiếp thu nền văn hóa Trung Nguyên, ông bắt chước các nước chư hầu đặt ra thể chế quan lại và cơ cấu lại bộ máy chính trị của Tiên Ngu. Ông lại chăm lo khuyến khích người dân bộ Tiên Ngu học chữ Hán và đề cao tư tưởng đạo đức Khổng Tử. Do thực thi cải cách, bộ Tiên Ngu dần dần lớn mạnh phát triển kinh tế nhanh chóng. Sau đó ông xây dựng mô hình kiểu nhà nước tự mình xưng làm vua chư hầu như các nước khác rồi đặt quốc hiệu là "Trung Sơn", nguyên nhân là vì toàn bộ quốc gia của ông đều nằm gọn giữa những dãy núi non hiểm trở. Tiếp theo, Trung Sơn Văn công cũng sai sứ sang nhà Chu để cầu phong và được thiên tử chấp nhận. Khi ấy các chư hầu đều lấn át quyền lực trung ương chẳng coi vua Chu ra gì nên có người còn nhớ đến thiên tử thì thiên tử chẳng có gì phải từ chối cả, mà dù có từ chối không phong thì người ta vẫn đã tự xưng chư hầu rồi. Kể từ thời điểm này nước Trung Sơn chính thức được thành lập, trở thành một thành viên mới trong hệ thống chư hầu của nhà Chu.
Năm 415 TCN Trung Sơn Văn công lâm bệnh qua đời, con là Trung Sơn Vũ công nối nghiệp cha trị vì đất nước.